# Die Zeit ist aus den Fugen
Der Dokumentarfilm Die Zeit ist aus den Fugen von Regisseur Christoph Rüter begleitet die Probenarbeit an der siebeneinhalbstündigen Hamlet-Inszenierung von Heiner Müller am Deutschen Theater Berlin im Herbst 1989, als sich gleichzeitig auf den Straßen in Ostberlin die Wende abzeichnet.

## Handlung
Heiner Müller inszeniert Hamlet unter Einschluss seiner früheren Arbeit Die Hamletmaschine als Konflikt eines um das Überleben ringenden Intellektuellen zwischen zwei Epochen. Gleichzeitig finden außerhalb des Theaters Diskussionen und Demonstrationen gegen die DDR-Führung statt. Das Politische dringt in den Theaterraum vor. Die Protagonisten müssen Stellung beziehen. Am 4. November 1989 sprechen Heiner Müller und sein Hauptdarsteller Ulrich Mühe zu den Demonstranten auf der Kundgebung am Alexanderplatz. Christoph Rüter begleitet die Probenarbeit zu dieser letzten großen Theaterproduktion der DDR, beobachtet das Geschehen auf den Straßen und thematisiert, ausgehend vom Hamlet-Zitat Die Zeit ist aus den Fugen, die Rolle der DDR-Künstler während der Wende.

## Kritik
„Spannend wird die Dokumentation von Christoph Rüter durch die harte Montage von Theaterbildern und historischen Tableaus, wie sie auch das beste Theater nicht hinkriegt.“

## Aufnahme
Auf Wunsch Ulrich Mühes wurde der Film auf der Gedenkveranstaltung zu seinem Tod 2007 in der Schaubühne am Lehniner Platz gezeigt, an der auch zahlreiche Prominente, darunter Florian Henckel von Donnersmarck und Tom Cruise teilnahmen.